# Saint-Germain-Chassenay
Saint-Germain-Chassenay település Franciaországban, Nièvre megyében. Lakosainak száma 309 fő (2022. január 1.). Saint-Germain-Chassenay Avril-sur-Loire, Cossaye, Decize, Saint-Parize-en-Viry és Toury-Lurcy községekkel határos.

## Népesség
A település népessége az elmúlt években az alábbi módon változott:
| Lakosok száma | 346  | 334  | 333  | 323  | 319  | 316  | 314  | 311  | 309  |
|               | 2013 | 2015 | 2016 | 2017 | 2018 | 2019 | 2020 | 2021 | 2022 |